# Línea 20 (autobuses urbanos de Granada)
La línea 20 fue una línea regular de autobús urbano de la ciudad española de Granada. Es operada por la empresa Transportes Rober.
Anteriormente, realizaba el recorrido comprendido entre La Chana y Facultad de Filosofía y Letras, a través del eje Ribera del Beiro. Actualmente, la línea 20D es la encargada de realizar este servicio aunque con menos paradas que la anterior línea 20.
Volvió a abrir el 13 de diciembre de 2012 con un cambio de recorrido comprendido desde la estación de autobuses de Granada hasta la Ctra. de Alfacar, recorriendo el barrio del Almanjayar y el Polígono Norte. Tenía una frecuencia media de 30 a 60 minutos.

## Recorrido
La línea une los barrios de Joaquina Eguaras y Cartuja-Norte. Se trata de una línea cuya demanda es unir el barrio del Polígono de la Cartuja y el Almanjáyar con la estación de autobuses de Granada además de otros puntos de interés como la facultad de INEF o el IES Cartuja durante los días laborables ya que la línea no funciona durante los fines de semana. La nueva línea 20 es una línea de poco recorrido y situada totalmente a la periferia de la capital, por lo tanto, es una de las pocas líneas que no se adentra en el centro de la ciudad.
Enlaza con el Metropolitano de Granada Estación de autobuses.